# ارباب (فیلم ۱۹۸۵)
ارباب (به هندی: Saaheb) فیلمی محصول سال ۱۹۸۵ و به کارگردانی آنیل گانگولی است. در این فیلم بازیگرانی همچون آنیل کاپور، آمریتا سینگ، راکهی گولزار، اوتپال دوت، دون ورما، ای. کی. هانگال ایفای نقش کرده‌اند.